# Jean-Baptiste-Denis Bucquet
Pour les articles homonymes, voir Bucquet.
Jean-Baptiste-Denis Bucquet, né le 15 novembre 1771 à Paris et mort le 12 juillet 1841 à Laval, est un botaniste, historien et médecin français.

## Biographie

### Médecine
Fils du chimiste Jean-Baptiste-Michel Bucquet, il commence ses études au collège Sainte-Barbe qu'il quitte en 1787 ; puis il entre, sur les conseils de sa mère, dans la carrière médicale. Il est attaché à l'Hôtel-Dieu d'abord comme élève externe, dans le service de Jean-Nicolas Corvisart ; puis comme interne. 
Bucquet épouse à Paris, en 1793, Mlle Balluet des Tournelles. Il effectue son voyage de noces à Niort, en qualité de chirurgien de deuxième classe de l'armée de l'Ouest. Les pérégrinations de la campagne le ramènent en 1798 à Laval où il s'établit.

### Laval
Rentré dans la vie civile, il a des débuts assez difficiles : en butte à l'hostilité mal déguisée de ses confrères, il ne trouve guère d'appui que chez l'ancien conventionnel René-François Plaichard Choltière. Il devient néanmoins en 1799 médecin des prisons de Laval et la même année, le 4 messidor an VII, il est chargé de suppléer dans la chaire d'histoire naturelle de l'École centrale de Laval le professeur titulaire Jean Baptiste Fanneau de Lahorie.
Bucquet le remplace et commence ses leçons par l'étude des minéraux. A l'expiration de son mandat législatif, Fanneau accepta le poste de conservateur des forêts de Liège ; Bucquet fait alors valoir ses titres auprès du préfet de la Mayenne, qui le nomma professeur titulaire le 18 ventôse an XI ; il inaugure son cours par l'étude des corps.
Bucquet est libéré de ses fonctions pédagogiques lors du remplacement de l'École centrale en École secondaire. Il reste néanmoins à la tête du jardin botanique, mais voit disparaître la pépinière qu'il avait eu tant de peine à planter. 
Bucquet se consacre alors à la médecine. Dès pluviôse an XI (1803), il présente et soutient sa thèse devant l’École de médecine de Paris. Le 19 messidor an XI, il est nommé médecin titulaire de l'hospice de Laval, et par arrêté préfectoral du 18 vendémiaire an XII (11 octobre 1803), secrétaire du conseil de santé des hôpitaux. 
Sur la recommandation du préfet Harmand, le ministre de l'intérieur le crée membre du Jury médical du département. En l'an XIII, Bucquet est investi de la charge de médecin des épidémies de l'arrondissement. Il est désigné comme un des Grands notables du Premier Empire du département de la Mayenne.

### Sociétés savantes
Vers la même époque, il est nommé membre correspondant de la Société de l’École de médecine de Paris.
Bucquet transmet régulièrement des communications : 
- le 8 messidor an XIII, une observation d'accidents nerveux graves après une pyrexie guéris par la galvanisation;
- le 4 juillet 1811, un cas de diathèse cancéreuse chez un enfant[14] ;
- le 9 avril 1812, un mémoire sur une luxation du genou en arrière[15].

Bucquet fait encore partie de nombreuses commissions et sociétés savantes : il fut correspondant de la Société d'agriculture de Seine-et-Oise, de la Société libre des arts du Mans, et, en 1809, correspondant de la Société de médecine de Paris.
Le 8 messidor an XI, Plaichard, en collaboration avec Jean-Baptiste-Denis Bucquet, envoie à la Société de l'école de médecine de Paris, par l'intermédiaire du préfet de la Mayenne, une curieuse pièce anatomo-pathologique.
En mars 1821, la Société de l'École de médecine de Paris tient sa dernière séance; la création de l'Académie royale de médecine la rendait désormais inutile. Bucquet est nommé membre correspondant de l'Académie de médecine. D'après les Mémoires de l'Académie de médecine, Bucquet aurait été nommé cor
respondant de l'Académie le 5 avril 1825.

### Botaniste
Botaniste ; il parcourt la Mayenne, pour enrichir son herbier et faire des échanges avec Jean-Marie Bachelot de La Pylaie. Il organise le Jardin botanique de l’École centrale de Laval qui finit par contenir 1 300 végétaux exotiques et plus de 3000 espèces indigènes, classées d'après le  système de Linné. Il crée en outre une serre, orgueil du jardinier Doudet, et plante une pépinière modèle. Sa qualité de directeur du Jardin lui donnait le droit d'habiter dans la cour du Collège, et il occupe ce logement jusqu'en 1837.
Bucquet est donc un des premiers botanistes de la région, un précurseur de Narcisse Henri François Desportes et des auteurs anonymes du Catalogue de 1838. Son herbier, qui est offert par son fils au Musée des sciences de Laval renferme des raretés locales.

### Minéralogiste
Le cabinet d'histoire naturelle de l’École centrale était fort pauvre et Bucquet parcourt les carrières voisines de Laval pour l'enrichir. Il note les principales roches de la Mayenne, les marbres de Saint-Berthevin et noir d'Argentré, les calcaires de Laval, de Saint-Germain-le-Fouilloux chargés d'empreintes de coquillages ; la « mine limoneuse en rognons ou en grains » d'oxyde de fer, abondante à Evron, Châtres, Saint-Christophe, Saint-Pierre-la-Cour, du Bourgneuf, et exploitée par cinq grosses forges ; et les concrétions calcaires des grottes de Saulges, et la serpentine de Montigné.
Il est l'auteur des notices d'histoire naturelle départementale insérées dans l' Annuaire de la Mayenne pour l'an XII. Il est un précurseur d'Eugène Boullier et de Édouard Blavier.
Bucquet codifie à l'usage de ses élèves une partie de ses observations ; il compose des Tableaux élémentaires d'histoire naturelle pour servir aux leçons de l’École centrale de la Mayenne, Laval, an IX et an X.

### Historien
Il a entrepris de grands travaux statistiques sur Laval. Il avait aussi le goût des recherches historiques, et notait soigneusement toutes les découvertes qu'il faisait en ce genre. 
Par suite de diverses circonstances, les matériaux qu'il avait rassemblés sont en partie perdus. 
Le docteur Bucquet, médecin de l'hôpital Saint-Julien de Laval, en effectur le dépouillement vers 1820, et pour résultat de son travail, il publia dans l' Annuaire du département de la Mayenne pour 1838, une Notice historique sur les hôpitaux de la ville de Laval. Ce travail est la première étude sur la géographie médicale mayennaise. 
Bucquet écrit en 1808 la Topographie médicale de la ville de Laval et de son territoire, communiquée le 17 août 1809 à la Société de l'École de médecine.
Une énorme liasse de manuscrits a été consacrée par Bucquet à des études analogues, demeurées manuscrites : Ephémérides médicales de Laval, rapports, comptes-rendus au Conseil de santé des hôpitaux. Enfin il prend une grande part à la rédaction du rapport sur la situation sanitaire de la ville de Laval en 1812, dressé par le Conseil de salubrité dont il était alors secrétaire.

### Climatologie médicale
En 1806, en 1807, en 1808, en 1809, il envoie à la Société de l'École de médecine de Paris un volumineux travail de statistique pathologique et nosométéorique. Toute sa vie, Bucquet s'applique à la nosographie. Le système utilisé par Bucquet est exposé dans un rapport de  Philippe Pinel sur les observations de Bucquet, lu à la Société de médecine le 26 mars 1807, avec des conclusions d'éloges et d'encouragement où il indique que l'auteur a entièrement pris pour guide l'Annuaire météorologique que publie Lamarck. On voit par cette exposition succincte, indique Pinel, que le principal changement qu'il a introduit dans la méthode de décrire une constitution médicale tient à la considération de l'influence lunaire sur l'atmosphère terrestre et à celle de ses inégalités. M. le rapporteur pense qu'un pareil rapprochement donnera peut-être dans la suite quelques résultats ignorés.

## Postérité
Un arrêté ministériel du 12 avril 1827 le confirme dans ses fonctions de membre du jury médical du département que président Orfila et Pelletan, professeurs de la Faculté de Paris. Médecin en chef des hôpitaux de Laval, président du Conseil de santé des hôpitaux de cette ville, il est en 1840 dans les rangs de la commission du monument d'Ambroise Paré. 
Le 19 octobre 1830, une ordonnance royale le nomme conseiller municipal, mais il avait toujours décliné toute fonction politique et refuse. Le dernier portrait reproduit par Lucien Daniel dans sa Notice, date de la fin de sa vie.
Bucquet fait souche de médecins : son fils, le De Louis-Marie-Anatole Bucquet, et son petit-fils, le Dr Henri Bucquet, exercèrent à Laval. Une Place des Quatre-Docteurs-Bucquet existe à Laval.

## Publications
- Tableaux élémentaires d'histoire naturelle pour servir aux leçons de l'École centrale de la Mayenne par le citoyen Bucquet, professeur ; à Laval, chez Portier, an IX et an X.
- Dissertation sur une maladie particulière des poumons présentée et soutenue à l'École de médecine de Paris en pluviôse an XI, Paris, an XI, 1803[33].
- Annuaire du département de la Mayenne pour l'an XII. Laval, an XII. Notes d'histoire naturelle. (Anonyme.)
- Topographie médicale de la ville de Laval et de son territoire (In Bulletin de la Soc. d'ét, scient. d'Angers. Angers, 1894), publiée par Lucien Daniel
- Rapport au Conseil de salubrité de la ville de Laval, 1812. (Anonyme.)
- Extrait d'une observation sur le galvanisme par M. Bucquet, médecin à Laval, associé correspondant. Bulletin de la Faculté de médecine de Paris et de la Société établie dans son sein, Ve série, an XIII, n° 12, t, I, p. 173. Paris, 1812
- Sur une luxation du genou en arrière. (Luxation en avant, des auteurs modernes. (Ibid., 1817, n**' 3 et 4, p. 318-352)[34].
- Notice historique sur les hôpitaux de la ville de Laval, dans l' Annuaire du département de la Mayenne pour 1838.

### Manuscrits
(En partie d'après Lucien Daniel)
- Cours d'histoire naturelle
- Ephémérides médicales de Laaval avec notes médicales (1811-1830), continuées par son fils jusqu'en 1860. Ce registre contient un grand nombre d'observations intéressantes avec résultats d'autopsie. (Bibliothèque municipale de Laval.)
- Observations météorologiques (1803-1815), en collaboration avec Michel-René Maupetit. (Bibliothèque municipale de Laval.)
- Relevé statistique de l'état-civil de la ville de Laval pendant 110 ans (1660-1830).
- Histoire médicale des années XII, XIII, du premier trimestre de l'an XIV et de l'an 1806; Mémoire sur les maladies ayant régné à Laval en 1806; Suite de l'histoire médicale de 1806; Histoire médicale de 1801. (Rapports communiqués à la Société de l'École de médecine de Paris en 1807 et 1808.)
- Rapport sur la mortalité dans la Mayenne. (Communiqué à la Société de l'École de médecine de Paris le 31 mars 1808.)
- Observation de diathèse cancéreuse chez l'enfant. (Envoyé à la Société de l'École de médecine de Paris le 4 juillet 1811, lue le 16 août.)
- Notices historiques sur Ambroise Paré. (Complétées par son fils vers 1838-1840.)
- Documents pour servir à l'histoire de Laval.
- Documents relatifs aux hospices de Laval et spécialement à l'hôpital Saint-Julien. (Notes nombreuses.)
- Observation sur une altération morbide d'un ossaire, communication à la Société de l'École de médecine le 6 thermidor an XII.
- Rapport au préfet de la Mayenne sur la conscription de l'an XIV comme base de statistique médicale. Communication à la Société de l'École de médecine le 29 mai 1806.